# داني داير
داني داير (بالإنجليزية: Danny Dyer)‏ هو صحفي رياضي ورائد أعمال وممثل بريطاني، ولد في 24 يوليو 1977 في المملكة المتحدة.

## وصلات خارجية
- داني داير على موقع IMDb (الإنجليزية)
- داني داير على موقع ألو سيني (الفرنسية)
- داني داير على موقع ميوزك برينز (الإنجليزية)
- داني داير على موقع أول موفي (الإنجليزية)
- داني داير على موقع قاعدة بيانات الأفلام السويدية (السويدية)
- داني داير على موقع إن إن دي بي (الإنجليزية)
- داني داير على موقع قاعدة بيانات الفيلم (الإنجليزية)
- داني داير على موقع كينوبويسك (الروسية)